# جاتو (هوانوردی)

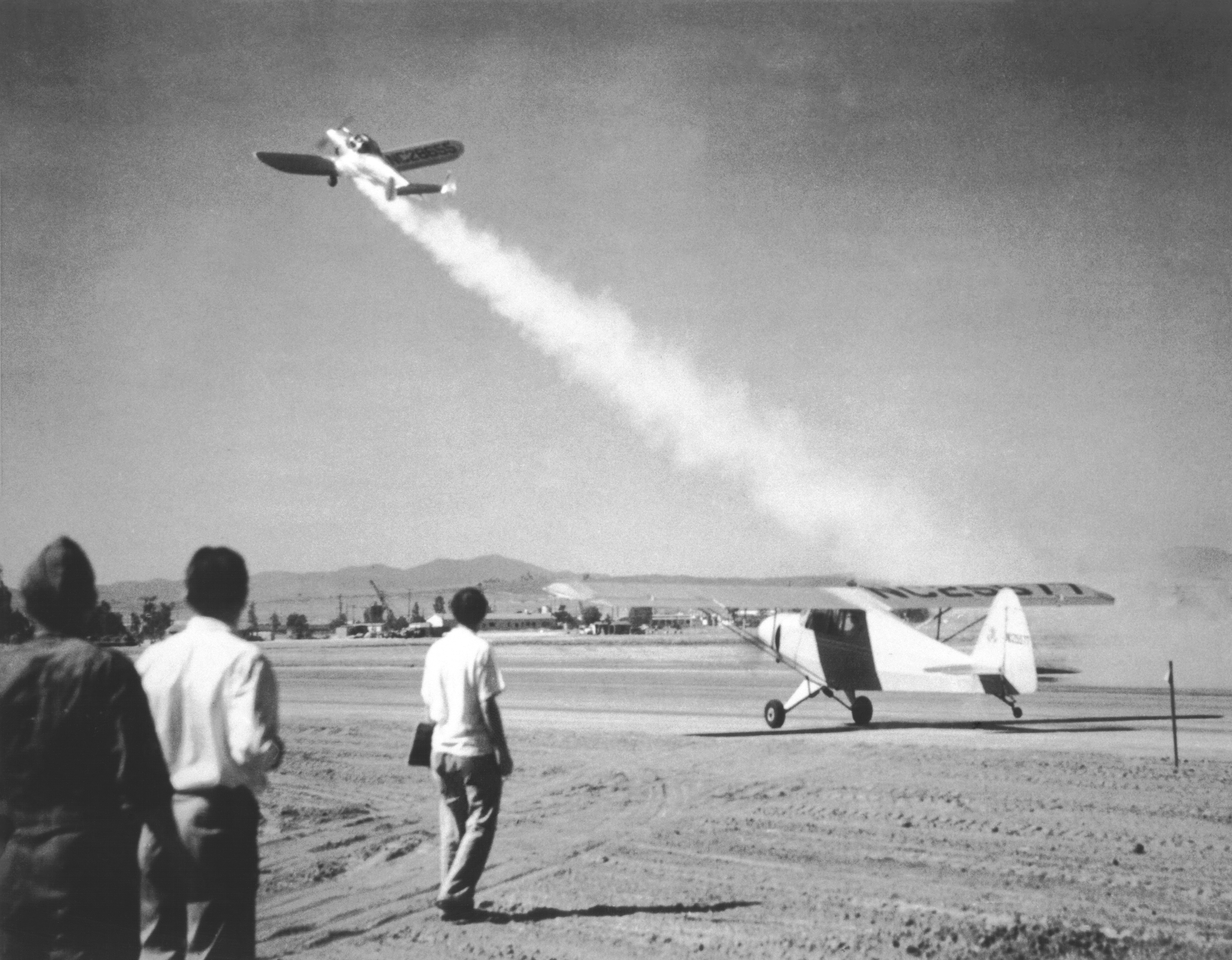
نخستین برخاست «با کمک راکت» در ایالات متحده، یک بوستر گالکیت نصب‌شده بر روی ارکوپ، در مارس فیلد، کالیفرنیا، ۱۹۴۱

جاتو (انگلیسی: JATO؛ سرواژهٔ «jet-assisted take-off»؛ ت.ت. 'برخاست با کمک جت') نوعی برخاست با کمک به‌منظور کمک به هواگردهایی با بار بیش از اندازه برای برخاستن به‌واسطهٔ فراهم‌کردن رانش بیشتر با استفاده راکت‌های کوچک است. اصطلاح (اختصاصی‌تر) جاتو به‌عنوان جایگزینی برای اصطلاح راتو (انگلیسی: RATO) سرواژهٔ rocket-assisted take-off (ت.ت. 'برخاست با کمک راکت') (یا به‌جای اصطلاح معادل آن در نیروی هوایی سلطنتی بریتانیا، راتوگ (انگلیسی: RATOG) سرواژهٔ rocket-assisted take-off gear (ت.ت. 'وسیلهٔ برخاست با کمک راکت') به‌کار می‌رود.